# Hoplia nigromaculata
Hoplia nigromaculata är en skalbaggsart som beskrevs av Moser 1912. Hoplia nigromaculata ingår i släktet Hoplia och familjen Melolonthidae. Inga underarter finns listade i Catalogue of Life.